# Steve Haguy
Steve Haguy est un footballeur français, international guadeloupéen, né le 24 avril 1981 dans le 13e arrondissement de Paris. Il joue au poste de milieu offensif gauche.

## Biographie
Il joue deux matchs en Ligue 2 avec Lorient lors de la saison 2002-2003. Après un an à Cherbourg et deux saisons du côté de Romorantin, Steve Haguy s'engage dans le Morbihan avec le Vannes Olympique Club. Il fait partie de l'effectif vannetais lors de la montée du club en Ligue 2 lors de la saison 2007-2008. Seulement Stéphane Le Mignan ne le retient pas pour jouer à l'étage supérieur. Il est alors contraint de signer en National, au Stade lavallois avec lequel il connaîtra une nouvelle accession en Ligue 2 dès la première saison chez les Tango. Cette fois-ci il jouera bien dans le championnat professionnel. En juillet 2010 il signe au Nîmes Olympique, pensionnaire de la même division. Il connaît une descente avec le club gardois lors de la saison 2010-2011 mais remonte immédiatement de National en Ligue 2 la saison suivante.
Peu utilisé lors de la première partie de saison 2012-2013 en Ligue 2, il voit son contrat rompu en janvier 2013. Il signe au Poiré-sur-Vie VF, club vendéen en National en février 2013. En septembre 2013 il rejoint l'AS Cherbourg.
En juillet 2021 il est diplômé du brevet d'entraîneur de football (BEF).
En septembre 2021 il joue à l'ES Le Grau-du-Roi où il réalise un bon parcours en Coupe de France aux côtés d'anciens professionnels comme Benjamin Psaume, Seydou Koné ou Mansour Assoumani.

## Carrière
- 2001-2002 : Levallois SC (CFA)
- 2002-2003 : FC Lorient (L2)
- 2003-2004 : SO Romorantin (Nat.)
- 2004-2006 : AS Cherbourg (Nat.)
- 2006-2008 : Vannes OC (Nat.)
- 2008-2010 : Stade lavallois (Nat. & L2)
- 2010-jan. 2013 : Nîmes Olympique (Nat. & L2)
- Fév 2013-sept. 2013 : Le Poiré-sur-Vie VF (Nat.)
- Sept. 2013-2014 : AS Cherbourg (CFA)
- 2014-2015 : Jura Sud Foot (CFA)
- 2015-déc. 2016 : ASM Belfort (Nat.)[4]
- jan-juin 2017 : Sedan
- 2018-2019 : Sporting Club de Bastia (Nat.3 & Nat.2)

## Statistiques
- 1 match et 0 but en Coupe de l'UEFA (avec le FC Lorient)
- 80 matchs et 7 buts en Ligue 2
- 262 matchs et 45 buts en National

## Palmarès
- Champion de France de National en 2008 avec le Vannes OC.
- Vice-champion de National en 2009 avec le Stade lavallois.
- Champion de France de National en 2012 avec le Nîmes Olympique.
- Champion de National 3 (groupe Corse-Méditerranée) en 2019 avec le SC Bastia.